# Ahupuaʻa

Karte der ahupuaʻa von Oʻahu

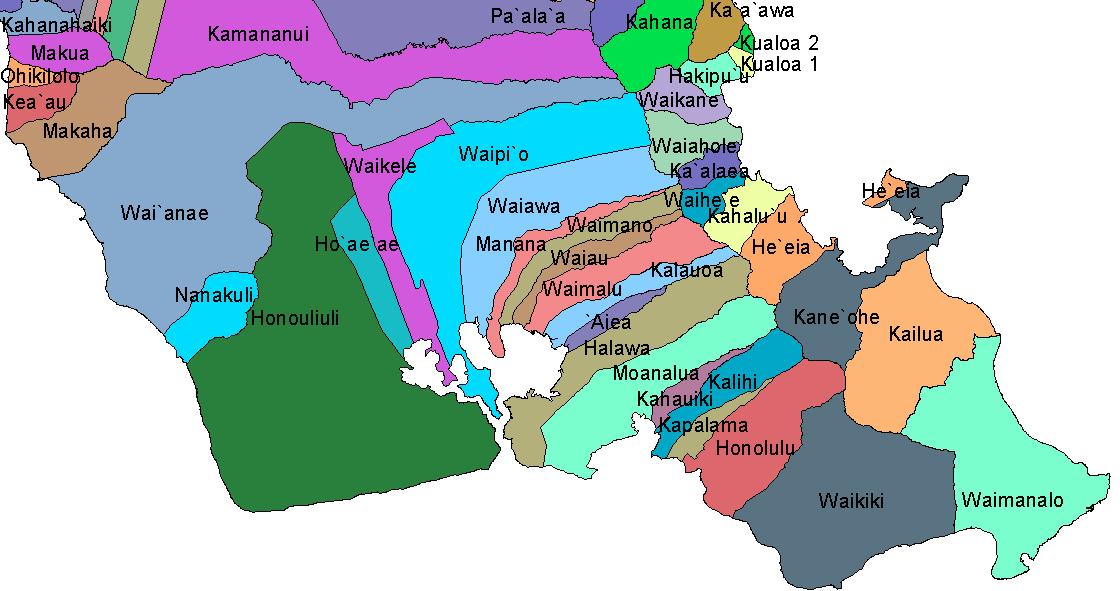
ahupuaʻa der Süd- und Ostseite von Oʻahu

Ahupuaʻa ([əhupuˈwɐʔə]) ist die hawaiische Bezeichnung für eine große traditionelle sozioökonomische, geologische und klimatische Aufteilung einer Insel und vergleichbar mit dem tapere auf den südlichen Cookinseln. Es erstreckt sich im Allgemeinen von den Bergen bis zum Meer und umfasst in der Regel ein oder mehrere vollständige Wassereinzugsgebiete und Meeresressourcen. Das vorherrschende traditionelle System auf den acht hohen Inseln der hawaiischen Inselkette basierte auf den ahupuaʻa. Jedes ahupuaʻa umfasste einen Querschnitt der Inselressourcen und wurde im Rahmen eines komplexen sozialen Systems verwaltet, das mit jedem Gebiet verbunden war. Es wird allgemein angenommen, dass jedes ahupuaʻa die Bedürfnisse der jeweiligen lokalen Bevölkerung deckte und einen Überschuss für Tribut und Handel abwarf.

## Geschichte
Das traditionelle System der Untergliederung hat vier hierarchische Ebenen:
- Mokupuni (ganze Insel – auf den Hauptinseln außer Kahoʻolawe):
  - Hawaiʻi
  - Kauaʻi
  - Lānaʻi
  - Maui (mit Kahoʻolawe)
  - Molokaʻi
  - Niʻihau
  - Oʻahu
- Moku (größte Unterteilungen einer Insel)
  - Oʻahu war beispielsweise in sechs Moku aufgeteilt: Honolulu/Kona, Koʻolau Loa, Koʻolau Poko, Wahiawā, Waiʻanae und ʻEwa.[1]
- Ahupuaʻa
- ʻIli (meist zwei oder drei je ahupuaʻa, aber Kahoʻolawe hatte beispielsweise acht ʻili)

Nach einigen mündlichen Überlieferungen übernahm ʻUmi-a-Līloa, der Sohn des großen Oberhäuptlings Līloa, die Kontrolle über das Land und teilte es in ahupuaʻa auf. Es gibt jedoch auch die allgemeine Vorstellung, dass die natürliche Organisation von Gemeinschaften entlang von Flusssystemen die Grundlage für das System bildet, dessen gemeinschaftliches Verwaltungssystem (kānāwai) oft spezifisch auf die gemeinsame Wassernutzung zurückzuführen ist.
Die Hawaiier unterhielten ein landwirtschaftliches System, das zwei Hauptkategorien umfasste: bewässerte und regengespeiste Systeme. In den bewässerten Systemen bauten die Hawaiier vor allem Taro (kalo) an, in den regengespeisten Systemen hauptsächlich ʻuala (Süßkartoffeln), Yamswurzeln und Trockenland-Taro sowie andere kleine Feldfrüchte. Dieser Trockenlandanbau wurde auch als mala bezeichnet. Sie bestand auch aus (kalo) Taro, (niu) Kokosnüssen, (ʻulu) Brotfrucht, (maiʻa) Banane und (kō) Zuckerrohr. Der Kukuibaum wurde manchmal als Schattenspender verwendet, um die mala vor der Sonne zu schützen. Jede Pflanze wurde sorgfältig in einem Bereich platziert, der für ihre Bedürfnisse am besten geeignet war.
Die Hawaiier hielten Hunde, Hühner und Schweine, die domestiziert wurden. Sie nutzten auch eigene Gärten in ihren Häusern. Wasser war ein sehr wichtiger Bestandteil des hawaiischen Lebens; es wurde nicht nur zum Fischen, Baden, Trinken und für die Gartenarbeit genutzt, sondern auch für Aquakulturanlagen in den Flüssen und an den Ufern.

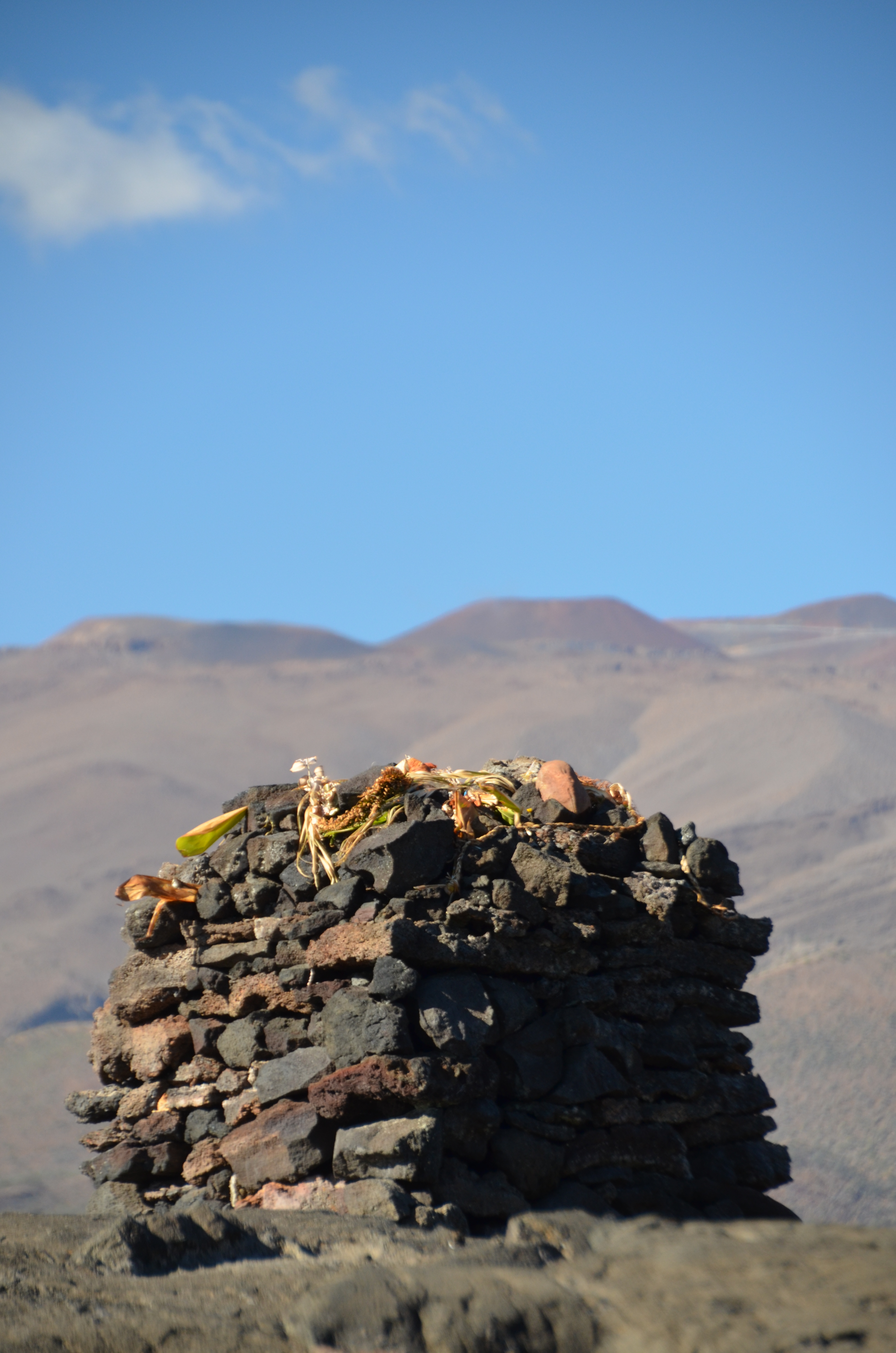
Grenzmarkierung eines ahupuaʻa

Das ahupuaʻa bestand meist aus einem Inselteil, der sich vom Gipfel des jeweiligen Vulkans bis zur Küste erstreckte und oft der Grenze eines Wasserlaufs folgte. Jedes ahupuaʻa umfasste eine Tiefland-Mala (Anbaugebiet) und eine bewaldete Hochlandregion. Die Größe der Ahupuaʻa variierte je nach den wirtschaftlichen Möglichkeiten des Ortes und der politischen Aufteilung des Gebiets. „Als die Ureinwohner Hawaiis die Ressourcen innerhalb ihres ahupuaʻa nutzten, praktizierten sie aloha (Respekt), laulima (Zusammenarbeit) und mālama (Haushalterschaft), was zu einem wünschenswerten pono (Gleichgewicht) führte.“ Die Hawaiier glaubten, dass das Land, das Meer, die Wolken und die gesamte Natur miteinander verbunden sind, weshalb sie alle Ressourcen um sie herum nutzten, um das gewünschte Gleichgewicht im Leben zu erreichen.
Die Nachhaltigkeit wurde von den Konohiki und Kahuna-Priestern aufrechterhalten, die den Fang bestimmter Arten zu bestimmten Jahreszeiten einschränkten. Sie regelten auch das Sammeln von Pflanzen.
Das Wort ahupuaʻa ist abgeleitet von ahu, was sowohl „Haufen“, „Steinhaufen“ oder auch „Altar“, „Schrein“ bedeuten kann, und puaʻa, Schwein. Die Grenzmarkierungen für ahupuaʻa waren traditionell Steinhaufen, auf denen dem Inselhäuptling Geschenke, oft ein Schwein, überbracht wurden.
Jedes ahupuaʻa war in kleinere Abschnitte unterteilt, die ʻili genannt wurden, und die ʻili waren in kuleana unterteilt. Dies waren Parzellen, die von der einfachen Bevölkerung bewirtschaftet wurden. Diese Leute zahlten wöchentlich Arbeitssteuern an den Landaufseher. Diese Steuern dienten dem Unterhalt des Häuptlings.
Es mag zwei Gründe für diese Art der Unterteilung gegeben haben:
- Mobilität: In vielen Gebieten von Hawaiʻi ist es einfacher, flussaufwärts und flussabwärts zu reisen als von Flusstal zu Flusstal.
- Wirtschaft: Alle Klimazonen und wirtschaftlichen Nutzungszonen befinden sich in den einzelnen Gebietseinheiten, so dass diese einen großen Teil ihres Bedarfs selbst decken können.

Jedes ahupuaʻa wurde von einem aliʻi oder lokalen Häuptling regiert und von einem konohiki verwaltet.
Die Herrschaft über ein ahupuaʻa wurde vom herrschenden Häuptling an untergeordnete Mitglieder der aliʻi weitergegeben. Auf den größeren Bergen von Maui und Hawaiʻi erstreckten sich kleinere ahupuaʻa bis zu einer Höhe von etwa 1800 bis 2400 Metern, während die höheren Lagen eines ganzen Distrikts in einem einzigen, großen ahupuaʻa zusammengefasst wurden. Diese ahupuaʻa, wie Kaʻohe, Keauhou, Kapāpala, Keaʻau, Keʻanae, Puʻu Waʻawaʻa und Humuʻula, waren sowohl wegen ihrer Größe als auch wegen der Kontrolle über Ressourcen sehr geschätzt, die nur in hochgelegenen Gebieten erhältlich waren, wie z. B. hochwertiger Stein für Werkzeuge und ʻuaʻu-Küken (hawaiische Sturmvögel). Sie wurden an hochrangige aliʻi weitergegeben oder oft vom Oberhäuptling persönlich behalten.

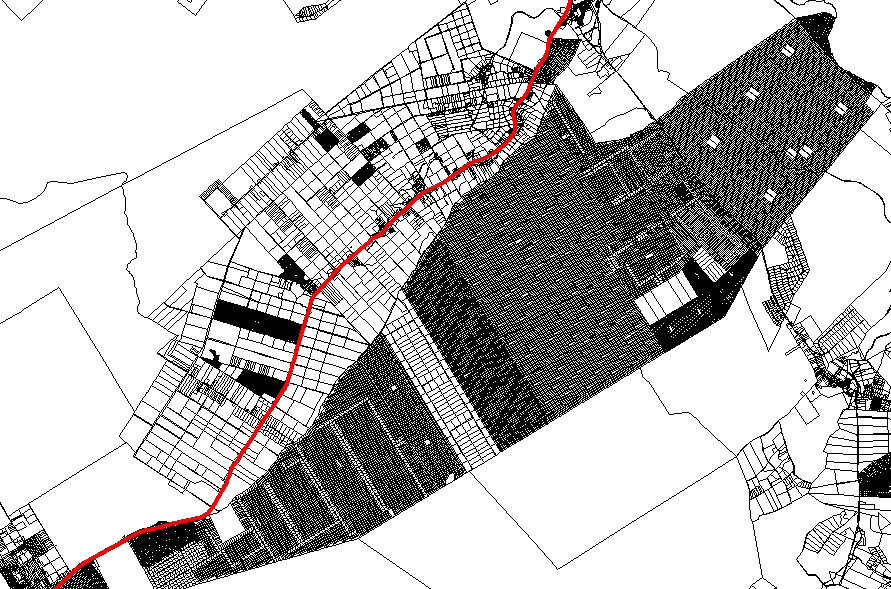
Die Grenzen des ahupuaʻa von Keaʻau sind leicht an den dicht gepackten Grundstücken der Parzellen zu erkennen.

## Gegenwart
Nach dem Großen Māhele von 1848 wurden die meisten ahupuaʻa aufgeteilt. Manukā, Puʻu Waʻawaʻa, und Puʻu Anahulu auf der Insel Hawaiʻi gehören zu den wenigen großen ahupuaʻa, die (mit Ausnahme einiger kuleana-Grundstücke) nahezu unversehrt in einheitlichem Besitz geblieben sind, da es sich um Kronland handelte, das dem Monarchen persönlich gehörte.
Trotzdem sind die Auswirkungen der ahupuaʻa-Grenzen heute noch in vielen Gebieten zu sehen. So wurde beispielsweise das ahupuaʻa von Keaʻau in der Nähe von Hilo von der Familie William Herbert Shipmans als einheitliche Landfläche erworben, um Landwirtschaft und Viehzucht zu betreiben. Der größte Teil des Landes wurde jedoch schließlich verkauft und in die großen Siedlungen von Puna umgewandelt.
Die Grenze zwischen den großen nördlichen Parzellen (die vom Staat als 30–50 Acre große Farmen verkauft werden) und den 1–3 Acre großen südlichen Parzellen in der Nähe von Kurtistown, Mountain View und Glenwood ist die Grenze zwischen der ʻŌlaʻa und der Keaʻau ahupuaʻa. Diese Grenze folgt dem Rand des 200 bis 400 Jahre alten ʻAilaʻau-Lavastroms, und das ahupuaʻa von Keaʻau ist zweifelsohne ursprünglich aus dem von diesem Strom verwüsteten Land entstanden.
Viele Ortschaften in Hawaiʻi tragen noch immer die Namen der alten ahupuaʻa. Im westlichen Maui folgen die Orte (von Norden nach Süden) Honokōhau, Honolua, Kapalua, Nāpili, Kahana, Honokōwai, Kaʻanapali, Lāhainā und Olowalu den Namen der ahupuaʻa, wobei jede ihren lokalen Charakter bewahrt.